# L'isola dei morti (romanzo)
L'isola dei morti è un romanzo breve di Valerio Massimo Manfredi del 2002.
La storia trae ispirazione dal ritrovamento di una galea medievale affondata presso l'isola, oggi sommersa nella laguna veneta, di San Marco in Boccalama, usata come luogo di sepoltura di massa dei morti della grande epidemia di peste del 1368.

## Trama
Lucio Masera è un archeologo impegnato nel riportare alla luce un'antica galea sepolta nel fango della laguna veneta. L'impresa è sponsorizzata da una fondazione inglese il cui presidente, Sir Basil Foster, segue da vicino i lavori per il tramite di un suo collaboratore, lo scostante e spocchioso Michael Liddel-Scott che con il suo comportamento attira sin da subito l'inimicizia del team di recupero. Tra questi vi è Stefano Marras che ha spiato la conversazione telefonica di Liddel-Scott con Foster nella quale affermava di essersi impadronito di una misteriosa pergamena ritrovata nel relitto. Marras mette al corrente dell'accaduto i colleghi che, non potendo ottenere l'aiuto della polizia, in mancanza di prove, decidono di sorvegliare Foster, nel frattempo giunto a Venezia, con un microfono nascosto nella sua giacca dall'esperto tecnico Agostino Fanti. Durante la sorveglianza all'inglese, Fanti viene aggredito e gettato nella laguna da due sconosciuti; prima di svenire Fanti mette in salvo la registrazione nascondendola.
Il gruppo di archeologi si reca in ospedale a trovare Fanti, fortunosamente salvato dall'annegamento e ricevono indicazioni per recuperare la registrazione l'ascolto della quale, tuttavia, si rende difficile: la voce di un inglese che con accento di Oxford legge un antico testo in veneziano del trecento rende tutto incomprensibile. Masera si rivolge all'amico Rocco Barrese, esperto filologo che con la sua competenza riesce a interpretare il significato delle voci registrate: la pergamena riporta la testimonianza di uno dei passeggeri della galea, avvelenato dopo aver a sua volta ucciso tutto l'equipaggio della nave. La galea era stata usata per trasportare un antico testo e nasconderlo sull'isola di San Marco in Boccalama, usata come luogo di sepoltura di massa dei morti di peste. L'uomo, dopo aver seppellito il tesoro, era tornato sulla galea, aveva ucciso l'equipaggio e affondato la nave. Dopo aver compiuto l'infame azione, si accorge di essere stato avvelenato e, prima di morire, incide sullo scafo la mappa del tesoro e lascia sulla pergamena, trafugata secoli dopo da Liddel-Scott la sua ultima testimonianza e confessione. La pergamena rivela inoltre che il tesoro nascosto non era altro che il manoscritto originale della Divina Commedia.
Dopo aver risolto il mistero il gruppo di archeologi si precipita sul luogo del ritrovamento e, aiutandosi con le indicazioni della mappa incisa sul relitto, scavano nel fango della laguna in cerca del manoscritto. Purtroppo il tesoro è già stato trafugato, forse dagli stessi Foster e Liddel-Scott. Sul luogo è rimasto solo un piccolo frammento di carta, probabilmente unica prova dell'esistenza del documento originale autografo di Dante Alighieri.

## Personaggi
Lucio MaseraL'archeologo protagonista del romanzo.
Rocco BarreseFilologo esperto di lingue romanze. la sua smisurata competenza permette al gruppo di ricercatori italiani di interpretare la registrazione dell'inglese Foster, che legge una trascrizione in lingua veneziana del trecento, risolvendo il mistero della nave affondata.
Michael Liddel-ScottSpocchioso archeologo inglese, incaricato dalla Fondazione Foster di seguire i lavori di scavo e di impadronirsi di antichi e preziosi reperti.
Sir Basil FosterIl presidente dell'omonima fondazione. Il suo scopo è impadronirsi del prezioso reperto nascosto nell'isola.
Stefano MarrasArcheologo. Scopre casualmente il furto di una pergamena antica dal relitto, ad opera di Liddel-Scott.
Agostino FantiEsperto in tecnologie avanzate, nasconde un microfono addosso a Foster. Durante la sorveglianza all'inglese, viene aggredito e gettato nella laguna, rischiando di morire.

## Edizioni
- Valerio Massimo Manfredi, L'isola dei morti, 1ª ed., Consorzio Venezia nuova, 2002,  p. 93.
- Valerio Massimo Manfredi, L'isola dei morti, Marsilio Editori, 2004,  p. 79, ISBN 978-88-317-8231-9.
- Valerio Massimo Manfredi, L'isola dei morti, Oscar bestsellers, Mondadori, 2005,  p. 76, ISBN 9788804537779.
- Valerio Massimo Manfredi, L'isola dei morti, Mondadori, 2015,  p. 100, ISBN 9788804656814.
- Valerio Massimo Manfredi, L'isola dei morti, Oscar bestsellers, Mondadori, 2 ottobre 2018,  p. 84, ISBN 9788804704294.